# Абу Ташуфин I
Абу Ташуфин I Абд-ар-Рахман ибн Аби-Хамму (араб. أبو تاشفين ابن أبو حمو موسى الأول‎, 1337-1293), известный как Абу Ташуфин I, - пятый правитель Тлемсена из династии Абдальвадидов (1318-1337).

## Биография
Абу Ташуфин взошёл на престол 23 июля 1318 года после убийства своего отца Абу Хамму I, который неоднократно оскорблял сына и не уделял внимания придворным интригам.
Новый правитель немедленно отправил в изгнание в аль-Андалус всех своих родственников, которые могли предъявить претензии на трон и, таким образом, избавил себя от опасений заговоров. Благодаря этому, Абу Ташуфин смог осадить Константину и Беджаю, чтобы расширить своё королевство на восток. Между 1319 и 1330 годами территории Абдальвадидов ежегодно были атакованы войсками Хафсидов. Эмир Туниса стал ещё более опасен для Абу Ташуфина, когда подписал союз с султаном Маринидов, выдав за него свою дочь.
В 1335 году Маринидский султан Абу-ль-Хасан Али I вторгся в эмират Тлемсен и оставил столицу. Осада продолжалась два года, и, наконец, 2 мая 1337 года город был захвачен. Абу Ташуфин погиб во время финального штурма.